# ワンメイク
ワンメイク（One make）とは、モータースポーツの世界において、レースに使用するエンジン、タイヤ、シャシーなどのコンポーネントを単一メーカー、または単一スペックのものに限定することを指す。対義語はマルチメイク。

## 概要
基本的に、レース主催者側とある特定メーカーが明示的に契約を結び、レギュレーション（規定）によりそのメーカー（スペック）のコンポーネントのみ使用を認めることをいうが、レギュレーション上複数メーカーの参入が許されているものの、レースの局面における性能やコスト・宣伝効果などを勘案した結果、実際には単一メーカーのコンポーネントのみが使用される場合（デファクトスタンダード）も「ワンメイク」と表現することがある。
また、特に同一車種のみによるレースのことを「ワンメイクレース」と呼ぶ。

## ワンメイクの功罪

### メリット
レースにおいてワンメイクを採用する最大のメリットは「イコールコンディションの実現」にあると言われている。モータースポーツでは、使用するコンポーネントの優劣が大きい場合に、本来のドライバーの能力とは関係無しにレースの順位が決まってしまうケースが多々起こる。そこで主要コンポーネントをワンメイクにより共通化することで、コンポーネントの優劣がレース結果に影響を与える可能性を極力減らし、純粋なドライバーの能力の優劣を判断しやすくしている。ドライバー育成を目的とする下級、中級カテゴリーはワンメイクシャシーを採用する場合が多く、ジュニア・フォーミュラやF3はおろか、F1の直下に位置するF2もワンメイクシャシーでレースが行われる。
ワンメイクを採用するもう一つの大きな目的に「コストの抑制」がある。ワンメイクの場合、その対象に選ばれたメーカーはレース参戦者全体からのコンポーネントの発注が見込めるために当該コンポーネントの大量生産が可能になり、結果量産効果により単価が下がる。また苛烈な開発競争に晒されることもないためさらに開発費を抑えられ、レース参加者のコスト負担が低減される。加えてコンポーネント担当メーカーがレース自体に協賛することにより、運営にとってもレース開催にかかるコスト負担が低減される効果があることも見逃せない。
副次的なものとしては、性能を高めることに熱中しすぎるあまり、信頼性や安全性を無視した開発が行われる可能性も低くなる点も挙げられる。
最近ではF1などのトップカテゴリーにおいて、レースの行き過ぎた高速化に歯止めをかける手段としてワンメイクを導入し、主催者側が用意した標準タイヤ・ECUなどの使用を義務付けることで、レースカーの速度を低下させようという試みも盛んに提案されており、実際F1では2007年からタイヤがワンメイク(2010年までブリヂストン、2011年からピレリ)となったほか、ECUも2008年からマクラーレンの関連会社製のものを使うことが義務付けられた。

### デメリット
ワンメイクの弊害で最大のものは「技術開発の停滞」である。ワンメイク環境においては複数メーカーによる技術開発競争が行われないため、モータースポーツの一側面である「競争による急速な技術開発の進歩」というメリットをメーカーは享受できない。特にF1などのトップカテゴリーにワンメイクを導入することについては、この点から「『世界最高峰の技術による戦い』を標榜しているF1がワンメイクを導入することは、自らの存在価値の否定に他ならない」として参加者はもちろん観戦者からも反対意見が根強い。
実際、国際自動車連盟（FIA）が一時2010年からF1での導入を検討していた「統一エンジン構想」に対しては、スクーデリア・フェラーリ、トヨタF1など複数のチームが反対を表明し、F1からの撤退も辞さないとしていた。
これらの要因から、実際のレースにおいては「ドライバー同士による戦い」と「メーカー同士による技術の戦い」の間でどうバランスを取るか、特に上位カテゴリーにおいてレース主催者の微妙な匙加減が要求される。
ワンメイク品を供給している企業の能力や意向などによっては、シリーズ全体に問題が及ぶ場合もある。例えば品質のバラつきが大きい企業が供給を担当すると、運良く品質の良い車両や部品を得たチームが優位に、運の悪いチームは劣勢に立たされてしまうことは、メジャーカテゴリの名の知れた企業でも珍しくない。またなんらかの理由で供給が止まった場合、代替品が見つからなければシリーズの存亡に関わる大問題になってしまう。このため、ワンメイク供給を行う企業には一定の歴史と信頼が必要とされる。
「事実上のワンメイク」の場合においては、ワンメイクの期間があまりにも長期間に及ぶと、本来レースに勝利することで得られる宣伝効果がどんどん希薄になり、その状況下で新規参入メーカーが現れた場合にはむしろレース参戦がマイナスの宣伝効果を生むことすらある（例：1997年 - 1998年のF1におけるグッドイヤー）。
これはサーキットレースのタイヤに限定される問題だが、ワンメイク化により硬くてロングライフなタイヤばかりを作ろうとするインセンティブが生まれ、結果タイヤ戦略の幅が著しく制限されてしまう場合がある。このためレース運営側はワンメイクタイヤのメーカーに、わざとライフの短いタイヤを作ることを要求するが、そのせいでブランドイメージが傷つくことを忌避し、メーカーが供給を断るケースもある（例：F1とスーパーフォーミュラのブリヂストン）。